# Bruce Pascoe
Œuvres principales
Dark emu: Black seeds: agriculture or accident?
Compléments
pseudonymes : Murray Gray ; Leopold Glass
Bruce Pascoe (né en 1947) est un écrivain australien de fiction littéraire, de non-fiction, de poésie, d'essais et de littérature pour enfants. Il est d'origine mixte cornouaillaise, bunurong, yuin et autochtone de Tasmanie (Palawa). Il a travaillé en tant que chercheur et éditeur en langues aborigènes, ainsi que dans diverses autres professions, comme enseignant, agriculteur et pêcheur.
Pascoe a écrit et publié sous son vrai nom, et sous deux noms de plume (Murray Gray et Leopold Glass).
Fin 2019, il est professeur à l' Institut de Jumbunna pour l'éducation et la recherche autochtones à l'Université technologique de Sydney, vit dans une ferme de 60 hectares près de Mallacoota, sur la côte est de l'État de Victoria tout en travaillant pour sa société familiale, Black Seed Food (consacrée la diffusion de produits indigènes mentionné dans Dark Emu.
Pascoe est notamment connu pour son ouvrage Dark emu: Black seeds: agriculture or accident? (L'Émeu dans la nuit, Australie aborigène et pratiques agricoles multiséculaires, traduit par Alain Baquier, préface de Barbara Glowczewski, Pétra, 2022,  (ISBN 978-2-84743-295-4)). Il y réexamine les récits de l'époque coloniale concernant les peuples autochtones d'Australie, en citant des preuves d'agriculture précoloniale, d'ingénierie et de construction de bâtiments par les peuples aborigènes et les peuples insulaires du détroit de Torres.

## Jeunesse, études et carrière

### Éléments de biographie
Né à Richmond (Victoria) en 1947
Pascoe a passé ses premières années en Tasmanie sur l'île King où son père travaillait comme charpentier dans une mine de tungstène.
Sa famille a ensuite déménagé à Mornington, dans l'État de Victoria, quand il avait 10 ans. Et deux ans plus tard, il déménageait dans la banlieue de Fawkner à Melbourne.
Il a fréquenté l'école publique locale avant de terminer ses études secondaires à l'University High School, où sa sœur avait remporté une bourse d'études.

Pascoe a poursuivi ses études à l'Université de Melbourne, étudiant d'abord le commerce, puis transféré au Melbourne State College. Après avoir obtenu un bachelor en éducation, il a été affecté dans un petit canton près de Shepparton. Il a enseigné plus tard à Bairnsdale pendant neuf ans.
Après sa carrière d'enseignant, Pascoe a acheté une propriété agricole mixte de 300 hectares (740 acres) et il a parfois aussi travaillé comme pêcheur d'ormeaux, matelot de pont, barman, agriculteur, éditeur.
Durant ses temps libres, il a également commencé à écrire des nouvelles, de la poésie et des articles de journaux. Après s'être séparé de sa femme (en 1982) il est retourné à Melbourne et a cherché à publier un journal de nouvelles. En conflit avec les éditeurs existants il décide alors de créer sa propre entreprise, levant 10 000 $ en capital avec son amie Lorraine Phelan. Leur société (Pascoe Press) a commencé à publier Australian Short Stories en tant que magazine trimestriel en 1982. Il a failli atteindre 20 000 exemplaires son tirage initial.
Pascoe a édité et publié le magazine trimestriel de fiction courte, Australian Short Stories, qui a publié toutes les formes de nouvelles par des écrivains établis et nouveaux, y compris Helen Garner, Gillian Mears et Tim Winton de 1982 à 1998. Il a dirigé Pascoe Publication et Seaglass Books avec sa femme, Lyn Harwood,.

### Recherche de ses racines aborigènes
Pascoe a grandi dans une famille pauvre de la classe ouvrière, qui ne lui a pas donné de détails sur son héritage culturel.
Alors qu'il entre dans la trentaine, il commence à enquêter sur ses ancêtres, se souvenant que son oncle avait mentionné une ascendance autochtone. Il s'est identifié comme Koori à l'âge de 40 ans après s'être trouvé des ancêtres aborigènes dans ses familles paternelles et maternelles, dont en Tasmanie (appartenant aux Palawa)), chez le peuple Bunurong de la nation Kulin de Victoria et chez les Yuin du sud de la Nouvelle-Galles du Sud,,.
Il reconnaît aussi son ascendance cornouaillaise et coloniale, ainsi que son amour de "la culture australienne la plus large", tout en expliquant qu'il se sent aborigène : « Peu importe la couleur de votre peau, c'est à quel point vous êtes profondément ancré dans la culture . C’est le pouls de ma vie ». Il a dit que sa famille a longtemps nié leur propre appartenance autochtone, et ce n'est que lorsqu'il a enquêté sur les «absences flagrantes» dans l'histoire de la famille qu'il a été attiré par la société et la culture autochtones.

## Écriture: focus indigène et renommée croissante
Au début des années 2000, Pascoe a commencé à écrire sur la dépossession des Australiens autochtones, et s'est davantage intéressée à la spiritualité et aux traditions aborigènes.
- Convincing Ground : Learning to Fall in Love with Your Country (2007), dont le titre est tiré du massacre de Convincing Ground (en), examine des documents historiques ainsi que des témoignages oculaires d'incidents de l'histoire australienne, en les reliant aux "débats en cours sur l'identité, la dépossession, la mémoire et les communautés ". Il est décrit dans le texte de présentation de l'éditeur comme un livre "pour tous les Australiens, comme un antidote à la grande incapacité australienne à traiter avec respect le passé indigène construit de la nation"[11],[12]. 
Dans ce livre et dans diverses interviews, Pascoe admet que son ascendance aboriignale est éloignée et qu'il est « plus cornouaillais australien que koori » mais dans l’ensemble de la communauté aborigène, l’identification de Pascoe comme autochtone est acceptée, et il a souvent reçu le terme honorifique d'«oncle». Il a été nommé Personne de l'année aux National Dreamtime Awards 2018 (en), et a également été invité par l'aîné Yuin Max Dulumunmum Harrison à une cérémonie culturelle spéciale qui a duré plusieurs jours[3].

- Fog a Dox, une histoire pour jeunes adultes, a remporté le prix littéraire du Premier ministre en 2013 et a été présélectionné pour les WA Premier’s Book Awards 2013 (dans la catégorie "Jeunes adultes") et  Deadly Awards 2013 (dans la "catégorie Livre de l'année publié")[13].

- Dark Emu: Black Seeds: Agriculture or Accident ?, publié pour la première fois en 2014, remet en question l'affirmation selon laquelle les peuples autochtones australiens précoloniaux étaient uniquement des chasseurs-cueilleurs[14]. Les recherches de Pascoe sur les premiers comptes des colons rapportent des informations sur la culture de céréales, la productio de farine, des puits et des barrages[15]. Le livre a été bien reçu. Un examen favorable de ses implications culturelles dans le magazine universitaire en ligne The Conversation a déclenché un débat sur l'utilisation par Pascoe de ses sources historiques[16]. 
Après le succès de Dark Emu, Pascoe est sollicité comme conférencier lors de conférences d'histoire, de festivals littéraires et de rassemblements d'Autochtones, comme le Lake Bolac Eel Festival, et de discussions avec des agriculteurs ruraux sur l'agriculture durable. Il a attiré une foule de jeunes fans de musique au Rainbow Serpent Festival en janvier 2019[3]. 
Il a publié en 2019 une version du livre réécrite pour les jeunes lecteurs, intitulée Young Dark Emu: A Truer History[17]. Ce travail a été présélectionné pour les Prix du Festival d'Adélaïde 2020 pour la littérature dans la section Prix de littérature pour enfants[18].

En 2008, Pascoe a figuré dans la série documentaire primée diffusée sur SBS Television, First Australians, a été directeur du projet d'études australiennes du Commonwealth pour la Commission des écoles du Commonwealth et il a travaillé sur la préservation de la langue Wathaurong.
En 2019, avec l'historien Bill Gammage (en), il a fourni des accompagnements textuels pour les expositions de l'artiste Wiradjuri / Kamilaroi Jonathan Jones (en) dans l'exposition Tarnanthi 2019 à l’Art Gallery of South Australia, intitulée Bunha-bunhanga: agriculture autochtone dans le sud-est.

## Récompenses
- 1998 : Gagnant du concours ABC Radio National Short Story [1]
- 1999 : Co-gagnant (avec David Foster (en)) des FAW Australian Literature Award pour  Shark [21],[1]
- 2016 :  Prix littéraire du premier ministre de la Nouvelle-Galles du Sud pour   Dark Emu  [22]
- 2018 : Lifetime Achievement Award décerné par l' Australia Council en 2018 [23]

## Son œuvre littéraire
La liste suivante est une sélection faite parmi les 182 articles et textes de Pascoe répertoriés fin 2019 sur Austlit
- A Corner Full of Characters, Blackstone Press, 1981 (ISBN 0959387005)
- Night Animals, Penguin Books, 1986 (ISBN 9780140087420)
- Fox, McPhee Gribble/Penguin books, 1988 (ISBN 9780140114089)
- Ruby-eyed Coucal, Magabala Books, 1996 (ISBN 9781875641291)
- Wathaurong : Too bloody strong : Stories and life journeys of people from Wathaurong, Pascoe Publishing, 1997 (ISBN 0947087311)
- Cape Otway: Coast of secrets, 1997
- Shark, Magabala Books, 1999 (ISBN 9781875641482)
- Nightjar, Seaglass Books, 2000 (ISBN 9780947087357)
- Earth, Magabala Books, 2001 (ISBN 1875641610)
- Ocean, Bruce Sims Books, 2002 (ISBN 9780957780064)
- Foxies in a Firehose : A piece of doggerel from Warragul, Seaglass Books, 2006 (ISBN 0947087362)
- Bloke, Penguin Books Limited, 3 août 2009, 282 p. (ISBN 978-0-85796-558-5, lire en ligne)
- Convincing Ground : Learning to Fall in Love with Your Country, Aboriginal Studies Press, 2007, 302 p. (ISBN 978-0-85575-549-2, lire en ligne)
- The Little Red Yellow Black Book : An introduction to indigenous Australia, Aboriginal Studies Press, 2008 (ISBN 9780855756154)
- « Rearranging the dead cat », Southerly, vol. 71, no 2,‎ 2011, p. 14-23
- Fog a Dox, Magabala Books, 2012 (ISBN 9781922142597)
- Dark Emu: Black Seeds: Agriculture Or Accident?, Magabala Books (ISBN 9781922142436)[25],[26]
- Seahorse, Magabala Books, 2015 (ISBN 9781921248931)
- Mrs Whitlam, Magabala Books, 2016 (ISBN 9781925360240)
- The imperial mind: How Europeans stole the world. Griffith Reviewéditeur=(60) | 234, 2018
- Young Dark Emu: A Truer History, Magabala Books, 2019 (ISBN 9781925360844)
- Salt: Selected Stories and Essays, Black Inc, 2019 (ISBN 9781760641580)[27]

Pascoe a aussi produit un CD-ROM d'apprentissage de la langue, un film, et un guide pour enseignant et un dictionnaire Wathaurong pour le Wathaurong Aboriginal Co-op, Geelong, Victoria.
Il a aussi écrit au moins sous deux pseudonymes :
1. Murray Gray ; The Great Australian Novel: At Last it's Here, une nouvelle satirique publiée en 1984[28] ;
2. Leopold Glass ; Ribcage: All You Need Is $800,000 - Quicklyéditeur=une nouvelle policière publiée en 1999[29],[7].